# 第66屆威尼斯影展

第66屆威尼斯影展（義大利語：66ª Mostra internazionale d'arte cinematografica di Venezia），於2009年9月2日至9月12日於義大利威尼斯舉辦，評審團主席則由台灣導演李安擔任。

## 評審團
- 李安：導演。（評審團主席）
- 謝爾蓋·波德羅夫（俄语：Бодров, Сергей Владимирович）：導演。
- 桑德琳·波奈兒：演員、導演。
- 莉莉安娜·卡瓦尼：導演。
- 喬·丹特：導演、演員。
- 阿努拉格·卡許亞普（英语：Anurag Kashyap）：導演、演員。
- 盧契諾·利卡布（義大利語：Luciano Ligabue）：歌手、詞曲創作人、導演、作家。

## 官方單元

### 正式競賽單元
以下25部電影參與角逐金獅獎：
| 片名                             | 原文片名                                 | 導演                | 製作國                        |
| -------------------------------- | ---------------------------------------- | ------------------- | ----------------------------- |
| 《風之門：情繫西西里島》(開幕片) | Au plus près du paradis                  | 朱賽貝·托納多雷     | 義大利、 法國                 |
| 《靈魂餐廳》                     | Soul Kitchen                             | 法提·阿金           | 德国、 土耳其                 |
| 《雙重時間》                     | La doppia ora                            | 朱賽貝·卡波通帝     | 義大利                        |
| 《沒有人強迫你愛我》             | Persécution                              | 巴提斯·謝侯         | 法國、 德国                   |
| 《意外》                         | 《意外》                                 | 鄭保瑞              | 香港                          |
| 《白色空間》                     | Lo spazio bianco                         | 法蘭切斯卡·高曼契尼 | 義大利                        |
| 《白鬼子》                       | White Material                           | 克萊兒·德尼         | 法國                          |
| 《倒帶人生》                     | Mr. Nobody                               | 賈柯·凡·多梅爾      | 比利时、 加拿大、 法國、 德国 |
| 《摯愛無盡》                     | A Single Man                             | 湯姆·福特           | 美国                          |
| 《奇蹟度假村》                   | Lourdes                                  | 潔西卡·賀斯樂       | 奥地利、 法國、 德国          |
| 《爆裂警官》                     | Bad Lieutenant: Port of Call New Orleans | 韋納·荷索           | 美国                          |
| 《末路浩劫》                     | The Road                                 | 約翰·希爾寇特       | 美国                          |
| 《言語之間》                     | අහසින් වැටෙයි                                 | 維牧希賈·亞孫達拉   | 斯里蘭卡                      |
| 《旅行者》                       | المسافر                                  | 阿赫馬德·馬赫       | 埃及、 義大利                 |
| 《黎巴嫩》                       | לבנון                                    | 山謬·毛茲           | 以色列                        |
| 《阿嬤打官司》                   | Lola                                     | 布里蘭特·曼多薩     | 菲律賓                        |
| 《資本愛情故事》                 | Capitalism: A Love Story                 | 麥可·摩爾           | 美国                          |
| 《沒有男人，女人更美》           | زنان بدون مردان                          | 詩琳·娜夏特         | 德国、 奥地利、 法國          |
| 《幻夢人生》                     | Il grande sogno                          | 米開雷·普拉齊多     | 義大利                        |
| 《小山旁的馬戲團》               | 36 vues du pic Saint-Loup                | 賈克·希維特         | 法國、 義大利                 |
| 《活死人之島》                   | Survival of the Dead                     | 喬治·安德魯·羅梅洛  | 美国、 加拿大                 |
| 《心靈戰火》                     | Life During Wartime                      | 陶德·索倫茲         | 美国                          |
| 《鐵男：21世紀極速版》           | 鉄男 THE BULLET MAN                      | 塚本晉也            | 日本                          |
| 《淚王子》                       | 《淚王子》                               | 楊凡                | 臺灣、 中國香港               |
| 《兒子，你都幹了什麼?》          | My Son, My Son, What Have Ye Done?       | 韋納·荷索           | 美国、 德国                   |

## 得獎名單

### 正式競賽單元
- 金獅獎：《黎巴嫩》 - 山謬·毛茲
- 最佳導演銀獅獎：詩琳·娜夏特 - 《沒有男人，女人更美（波斯語：زنان بدون مردان）》
- 評審團特別獎：《靈魂餐廳》 - 法提·阿金
- 最佳男演員獎：柯林·佛斯 - 《摯愛無盡》
- 最佳女演員獎：柯塞妮亞·拉帕波特（英语：Kseniya Rappoport） - 《雙重時間》
- 最佳劇本獎：陶德·索倫茲（英语：Todd Solondz） - 《心靈戰火》
- 傑出技術貢獻獎：希爾維亞·歐利佛（法语：Sylvie Olivé）（製作設計） - 《倒帶人生》
- 最佳新演員獎：雅絲敏·特林卡（義大利語：Jasmine Trinca） - 《幻夢人生（義大利語：Il grande sogno (film)）》

### 會外獎項
- 費比西國際影評人獎：《奇蹟度假村（法语：Lourdes (film, 2009)）》 - 潔西卡·賀斯樂

## 外部連結
- 官方网站